# 龐德羅薩 (新墨西哥州)
龐德羅薩（英語：Ponderosa）是位於美國新墨西哥州桑多瓦爾縣的普查規定居民點。

## 人口
根據2020年美國人口普查的數據，龐德羅薩的面積為23.64平方千米，皆為陸地。當地共有人口379人，而人口密度為每平方千米16.03人。